# Lỗ mũi
Lỗ mũi là một trong hai kênh của mũi, từ điểm mà mũi chia hai đường để ra bên ngoài. Ở chim và động vật có vú, chúng chứa xương hoặc sụn phân nhánh gọi là turbinates, có chức năng làm ấm không khí khi hít vào và loại bỏ độ ẩm khi thở ra. Cá tuy không thở bằng mũi, nhưng chúng có hai lỗ nhỏ được sử dụng để ngửi, thực sự có thể được gọi là lỗ mũi.
Ở người, chu kỳ mũi là chu kỳ cơ thể bình thường trong đó mỗi mạch máu của lỗ mũi trở nên căng phồng, sau đó co lại.
Các lỗ mũi được ngăn cách bằng một vách ngăn. Vách ngăn này đôi khi có thể bị lệch, khiến một lỗ mũi có vẻ lớn hơn lỗ mũi kia. Nếu có hư hại nặng nề cho vách ngăn này, hai lỗ mũi không còn tách ra và tạo thành một lỗ mở lớn hơn hướng ra bên ngoài.
Giống như các động vật bốn chân khác, con người có hai lỗ mũi bên ngoài (lỗ mũi trước) và hai lỗ mũi bổ sung ở phía sau khoang mũi, bên trong đầu (mũi sau, khẩu độ mũi sau hoặc choanae). Mỗi choana chứa khoảng 1000 sợi lông mũi. Chúng cũng kết nối mũi với cổ họng (vòm họng), hỗ trợ hô hấp. Mặc dù tất cả bốn lỗ mũi đều ở bên ngoài đầu của tổ tiên cá của chúng ta, lỗ mũi cho nước chảy ra (lỗ mũi thoát ra) di chuyển vào bên trong miệng, bằng chứng là phát hiện ra Kenichthys campbelli, một hóa thạch 395 triệu năm tuổi cá cho thấy sự di chuyển này đã diễn ra. Nó có hai lỗ mũi giữa răng cửa của nó, tương tự như phôi người ở giai đoạn đầu. Nếu những lỗ mũi không liên kết với nhau, kết quả sẽ là một khe hở vòm miệng.
Con người có thể ngửi thấy các đầu vào khứu giác khác nhau trong hai lỗ mũi và trải nghiệm sự cạnh tranh về nhận thức giống như khi hai mắt quan sát và có hai đầu vào khác nhau ở hai mắt.
Chim hải âu được phân biệt với các loài chim khác do có sự mở rộng hình ống của lỗ mũi.